# Proceratium stictum
Proceratium stictum är en myrart som beskrevs av Brown 1958. Proceratium stictum ingår i släktet Proceratium och familjen myror. Inga underarter finns listade i Catalogue of Life.

## Bildgalleri

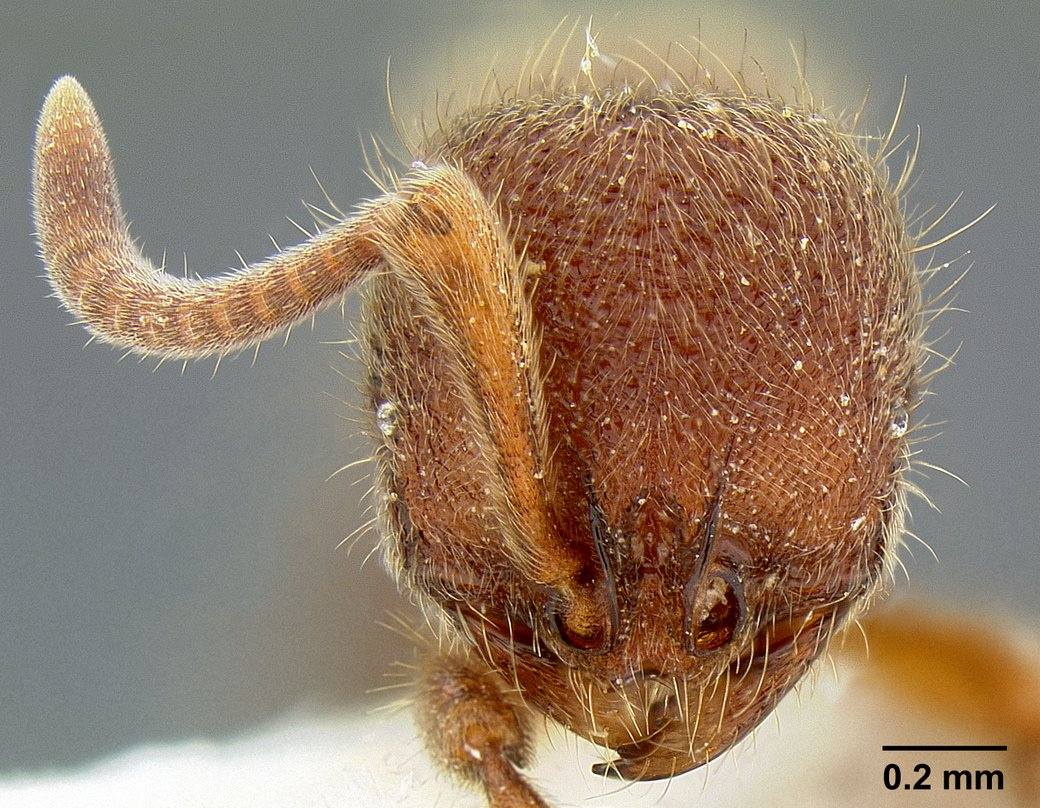